# Ничка Баталова
Ничка Атанасова Хаджимитева е детска учителка, детска писателка, изпълнителка на главната роля в операта „Гергана“, поставена в Стара Загора през 1925 година.

## Биография
Родена е на 1 юли 1905 година в Стара Загора в семейството на Атанас и Зорка Хаджимитеви. Учи в Старозагорската педагогическа гимназия. Под ръководството на музиканта и педагог Тодор Пъндев, тя пее в гимназиалния хор и става негова солистка. Участва в пиесата на П. Ю. Тодоров „Самодивата“ и в прочутата за онова време оперета на композитора Мишо Тодоров „Малката кибритопродавачка.“ Завършвайки гимназията, става учителка в няколко от близките до Стара Загора села. Музикалните ѝ дарби са забелязани от Златан Станчев, който е музикант, педагог, член на дружество „Кавал“, диригент на хора на дружеството от 1906 година. Той я кани да участва в негови концерти. Именно в средите на музикалното дружество се ражда идеята за поставяне на опера в Стара Загора. Изборът пада на операта „Гергана“ от Георги Атанасов по пиесата на Петко Р. Славейков „Изворът на белоногота“. В запазените в Държавен архив – Стара Загора спомени на Ничка Баталова за това време се казва: „не беше лесно да се създаде опера... никой не ни обърна внимание, но ни гледаха с пренебрежение и ирония. Ние правихме опера, а нямахме най-необходимото, нямахме къде да правим репетиция, нямахме помещение, пиано“. На Ничка Хаджимитева е поверена ролята на Гергана, а на Георги Баталов на Никола. Младата изпълнителка сочи като основен двигател на делото „многозаслужилия за музикална Стара Загора Златан Станчев“. В начинанието се включват Веселин Янакиев – прокурор, Тодор Мазаров, проф. Атанас Гърдев, д-р Радан Сарафов и много други. Режисьор на представлението е любимата артистка на старозагорската публика Мара Шопова. На премиерата на спектакъла присъства и авторът на „Гергана“, маестро Георги Атанасов. С този спектакъл, изнесен на 1 юли 1925 година се слага началото на Старозагорската опера, дело на самодейци. През 1928 година част от членовете на дружество „Кавал“ образуват оперна дружба Районна опера, преименувана в 1931 година в Южнобългарска районна опера, а в 1935 година в Старозагорска общинска опера. Операта събира Ничка с Георги Баталов и те стават семейство на 29 юли 1928 година, когато се венчават в църквата „Свети Никола“. Тяхна дъщеря е известната диригентка Росица Баталова. Ничка Баталова постъпва учителка в Стара Загора и развива усилена педагогическа и културна дейност. Започва да пише детски разкази и стихове и издава първата си сбирка разкази за деца „Най-гласовитото птиче“ през 1940 година. Книжката е отпечатана в старозагорската печатница „Светлина“. През 1941 година Баталови се местят в София. Там Ничка Баталова се движи в кръга на видни литературни и културни дейци: Добри Немиров, Николай Лилиев, Евгения Марс и други. Дълги години тя работи в библиотеката на Народния театър „Иван Вазов“. Пише детската пиеса „Щурецът“, както и няколко пиеси за куклен театър. Сътрудничи със статии и на списание „Българска музика“. Издава романа „За тебе татко“ със сюжет от Априлското въстание, с предговор от Добри Немиров. Следва романът „Дъсчената воденица“ и други. В последните години от живота си Ничка Баталова пише книгата „Стара Загора през моите спомени“, издадена след нейната смърт от дъщеря ѝ Росица Баталова.
Ничка Баталова умира на 1 април 1979 година.